# Полет 834 на „Джорджиан Еъруейс“
Полет 834 на „Джорджиан Еъруейс“ е вътрешен пътнически полет от международното летище „Бангока“, Кисангани, до летище „Нджили“, Киншаса, Демократична република Конго, поръчан от Организацията на обединените нации и управляван от „Джорджиан Еъруейс“. На 4 април 2011 г. самолетът „Бомбардие CRJ100“, който изпълнява полета, се разбива при опит за кацане на летището в Киншаса по време на гръмотевична буря. В катастрофата загиват 32 души от общо 33 пътници и екипаж на борда на машината. Това е третото най-смъртоносно въздушно бедствие с CRJ100/200, след инцидентите при полет 5191 на „Комеър“ и полет 5210 на „Чайна Ийстърн Еърлайнс“.
Правителството на страната създава комисия за разследване на катастрофата. Тя стига до заключението, че заради срязване на вятъра самолетът се сблъсква с микровзрив малко след прекратяване на кацането и поради тази причина машината губи своята височина. Въпреки че метеорологичният радар на борда изобразява тежка метеорологична активност около летището, екипажът не отменя полета до Киншаса. След бързата загуба на височина екипажът не успява да издигне самолета поради много ниската надморска височина, на която вече се намира, и това причинява катастрофата.